# خيسوس سانشيز (منافس ألعاب قوى)
خيسوس سانشيز (بالإسبانية: Jesús Sánchez)‏ هو منافس ألعاب قوى مكسيكي، ولد في 23 مارس 1976 في مدينة مكسيكو في المكسيك.

## وصلات خارجية
- خيسوس سانشيز على موقع الاتحاد الدولي لألعاب القوى (الإنجليزية)
- خيسوس سانشيز على موقع أوليمبيديا (الإنجليزية)